# Philipp Schmitz (Maler)
Philipp Schmitz, Spitzname Kirmesschmitz (* 1824 in Düsseldorf; † Mai 1887 ebenda), war ein deutscher Porträt- und Genremaler der Düsseldorfer Schule.

## Leben
Schmitz studierte von 1841 bis 1846 an der Kunstakademie Düsseldorf. Dort war Karl Ferdinand Sohn sein Lehrer. 1848 gehörte er zu den Gründern des Düsseldorfer Künstlervereins Malkasten. Er reklamierte für sich, der Erfinder des Vereinsnamens zu sein. Schmitz galt seinen Zeitgenossen als gutmütiger Charakter mit heiterem Wesen und romantischer Gemütlichkeit. Eine gewisse Popularität erlangte er als Porträtmaler des Düsseldorfer Bürgertums und im Bergischen Land, wo er Kaufleute und Fabrikanten malte. Seestücke, bei deren Gestaltung er sich an Andreas Achenbach anlehnte, trugen dem sich häufig in Solingen aufhaltenden Maler den Beinamen „Solinger Achenbach“ ein.
Schmitz’ Schwester Antonetta Josepha heiratete 1851 den Kaufmann Friedrich Arnz (1826–1883), den jüngste Sohn des Düsseldorfer Verlegers Heinrich Arnz und Bruder der Maler Albert und Otto Arnz.

## Werke (Auswahl)

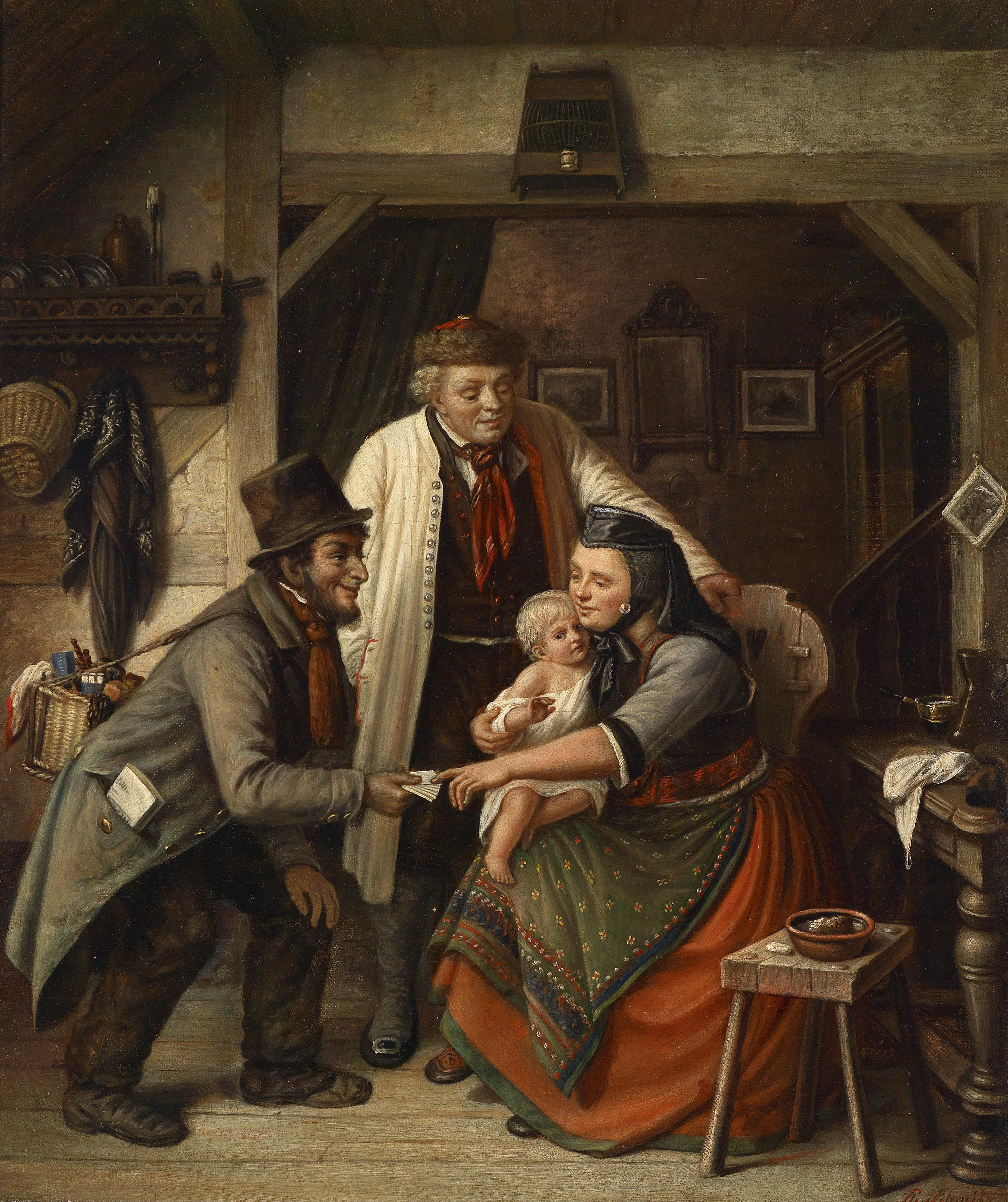
Der Losverkäufer

- Porträt des Notars Viktor Müller, 1852
- Geschwisterpaar beim Gebet, 1863
- Brustbild eines Mönchs, um 1880
- Der Losverkäufer
- Porträt eines Orientalen
- Der kleine Wilddieb